# Опет пакујемо мајмуне (представа)
Опет пакујемо мајмуне је позоришна представа коју је режирао Предраг Стојменовић на основу драмског дела Милице Пилетић.
Представа је реализована у продукцији позоришта ДАДОВ, као 150. премијера омладинског позоришта.
Премијерно приказивање било је 3. децембра 1997.
Шминку за представе урадила је Николина Шашић а техничку реализацију Сашко Крстев.

## Улоге
| Лица     | Глумци             |
| -------- | ------------------ |
| Јелена   | Јана Савић         |
| Небојша  | Срђан Ј. Карановић |
| Ружица   | Душица Попадић     |
| Драгољуб | Мрђан Огњеновић    |
| Ната     | Мајда Битенц       |